# Johann Dietrich von der Recke
Johann Dietrich von der Recke († 24. Dezember 1688) war Amtsdroste im Amt Werne und Deputierter der Landespfennigkammer.

## Leben

### Herkunft und Familie
Johann Dietrich wuchs als Sohn des Johann von der Recke (1611–1666) und seiner Gemahlin Mechtild Judith von Galen zu Ermelinghof (1616–1691), die vor seiner Geburt vom protestantischen zum katholischen Glauben übergetreten waren, zusammen mit seinen Geschwistern Wilhelm († 1675, Domherr in Minden),  Matthias Friedrich (Domdechant in Münster), Hermann (Amtsdroste in Werne) und Johanna Paulina (⚭ Johann Detmar von Ascheberg, Amtsdroste in Werne) in der uralten westfälischen Adelsfamilie von der Recke auf. Am 11. Juli 1667 heiratete er Anna Sophia Elisabeth von Ascheberg zu Venne (1646–1680). Aus der Ehe stammen die Kinder
Johann Matthias (1671–1739) und Barbara Beatrix (1674–1731, ⚭ Reinier Adolf Anton von Geldern)
Nach ihrem Tod heiratete er am 22. September 1680 Helene Elisabeth von der Horst zu Hellenburg.

### Werdegang und Wirken
Johann Dietrich wurde 1670 oder 1671 zum ritterschaftlichen Deputierten bei der Landespfennigkammer gewählt, nachdem er sich zuvor in diplomatischen Missionen mit dem Kaiserlichen Botschafter in Konstantinopel und Jerusalem aufgehalten hatte. Bevor er am 3. Juli 1680 endgültig das Drostenamt in Werne von seinem verstorbenen Schwager Johann Detmar von Ascheberg übernahm, wurde er am 20. September 1677 als Administrator eingesetzt und war Platzhalter für die Familie von Ascheberg. Seinen Amtseid leistete er am 26. September 1677.
Johann Dietrich war Stammherr. 